# Emilio Perrone
Emilio Perrone (Foggia, 9 ottobre 1843 – Foggia, 24 agosto 1916) è stato un politico italiano.

## Biografia
Il nome completo risulta essere Emilio Francesco Paolo Stanislao Luigi, commerciante, sposato con Costanza Curato dalla quale ha avuto tre figli: Eduardo (n. 1888), Alberto(n. 5 novembre 1890, m. 1977
), avvocato e podestà di Foggia, e cavaliere del lavoro, e Tina.
Sindaco di Foggia dal 1º gennaio 1900 al 10 gennaio 1905 e nuovamente dal 12 agosto 1906 al 18 luglio 1912, fu presidente del Consiglio provinciale di Foggia dal 1906 al 1907 e di nuovo dal 1912 al 1915. Fu consigliere provinciale di Foggia nel 1902. Fu membro del Consiglio di amministrazione dei Monti uniti di Foggia dal 1881 al 1895. Fu rappresentante della Società "La Fondiaria" (Compagnia italiana di assicurazioni contro l'incendio). Fu presidente della Giunta di vigilanza dell'Istituto tecnico "Pietro Giannone" di Foggia.
Nel 1906 avviò uno dei primi progetti italiani di edilizia popolare, poi rimasto inattuato. Il Comune contrasse un mutuo con la Cassa depositi e prestiti per finanziare opere di sopraelevazione di edifici preesistenti e la costruzione di nuovi edifici e fabbricati rurali. Riscontrato che i cittadini introitavano i finanziamenti a fondo perduto senza realizzare le opere pattuite, il Comune di foggia decise di passare all'intervento diretto nel settore edilizio. La Commissione reale per l'edilizia popolare impose la creazione di una azienda speciale a partecipazione pubblica che era titolare del mutuo e che tuttavia non completò i progetti del sindaco, sciogliendosi intorno al 1917.
Perrone fu il fondatore e il presidente della Giunta di vigilanza dell'Istituto industriale "Saverio Altamura" di Foggia. Fu presidente della Camera di commercio di Foggia dal gennaio 1909 al 24 agosto 1916. Ebbe alcuni riconoscimenti, venne nominato Cavaliere dell'Ordine dei SS. Maurizio e Lazzaro, Ufficiale dell'Ordine dei SS. Maurizio e Lazzaro (8 febbraio 1906), Commendatore dell'Ordine dei SS. Maurizio e Lazzaro (29 giugno 1916). Venne nominato senatore il 24 novembre 1913.
Morì a Foggia il 24 agosto 1916.